# João do Canto e Castro
João do Canto e Castro da Silva Antunes (19. května 1862 Lisabon – 14. března 1934 Lisabon) byl portugalský politik a námořník. Od 16. prosince 1918 do 5. října 1919 byl prezidentem Portugalska. Několik dní v roce 1918, po zavraždění Sidónia Paise, byl i premiérem a ministrem zahraničí. Do těchto funkcí nastupoval z pozice ministra námořnictva v Paisově vládě. Byl představitelem sidonistické Národní republikánské strany. Canto e Castro byl monarchistického cítění, ale jako prezident republiky musel paradoxně vojensky potlačit monarchistickou vzpouru na severu země, která vedla k ustavení dočasné Severní monarchie.
Vystudoval Královskou námořní akademii a sloužil poté ve vojenském námořnictvu. Působil hlavně v koloniích, kde to dotáhl nejprve na vojenského velitele Mosambiku (1889) a roku 1892 na generálního guvernéra Mosambiku. Kvůli angině pectoris se načas musel funkce vzdát a vrátit se do Portugalska, ale roku 1894 se do Maputa vrátil a převzal znovu velení nad městem. Bránil jej před útoky afrických obyvatel, ke kterým došlo v září téhož roku. V roce 1893 přepravil João Chagase do Angoly, aby si zde odpykal trest exilu. V roce 1896 byl jmenován guvernérem Moçâmedes na jihu Angoly, ale téhož roku se vrátil do Lisabonu. V roce 1899 se vrátil na moře. Roku 1908 byl zvolen poslancem v posledním parlamentu monarchie. 16. června 1910 byl povýšen na fregatního kapitána a stal se členem technické komise generálního ředitelství námořnictva. Tuto funkci vykonával i při vzniku republiky (1910). V roce 1913 se v Berlíně setkal se Sidónio Paisem a stali se spojenci. Když se Pais dostal k moci, povolal Canta e Castra do vlády. Dva dny po Paisově smrti v důsledku atentátu byl Canto e Castro zvolen parlamentem do prezidentské funkce. Poté, co opustil politické funkce, vrátil se k námořnictvu a 25. října 1919 byl povýšen na admirála. 30. září 1932 odešel do důchodu.